# Кесслер, Алиса и Эллен

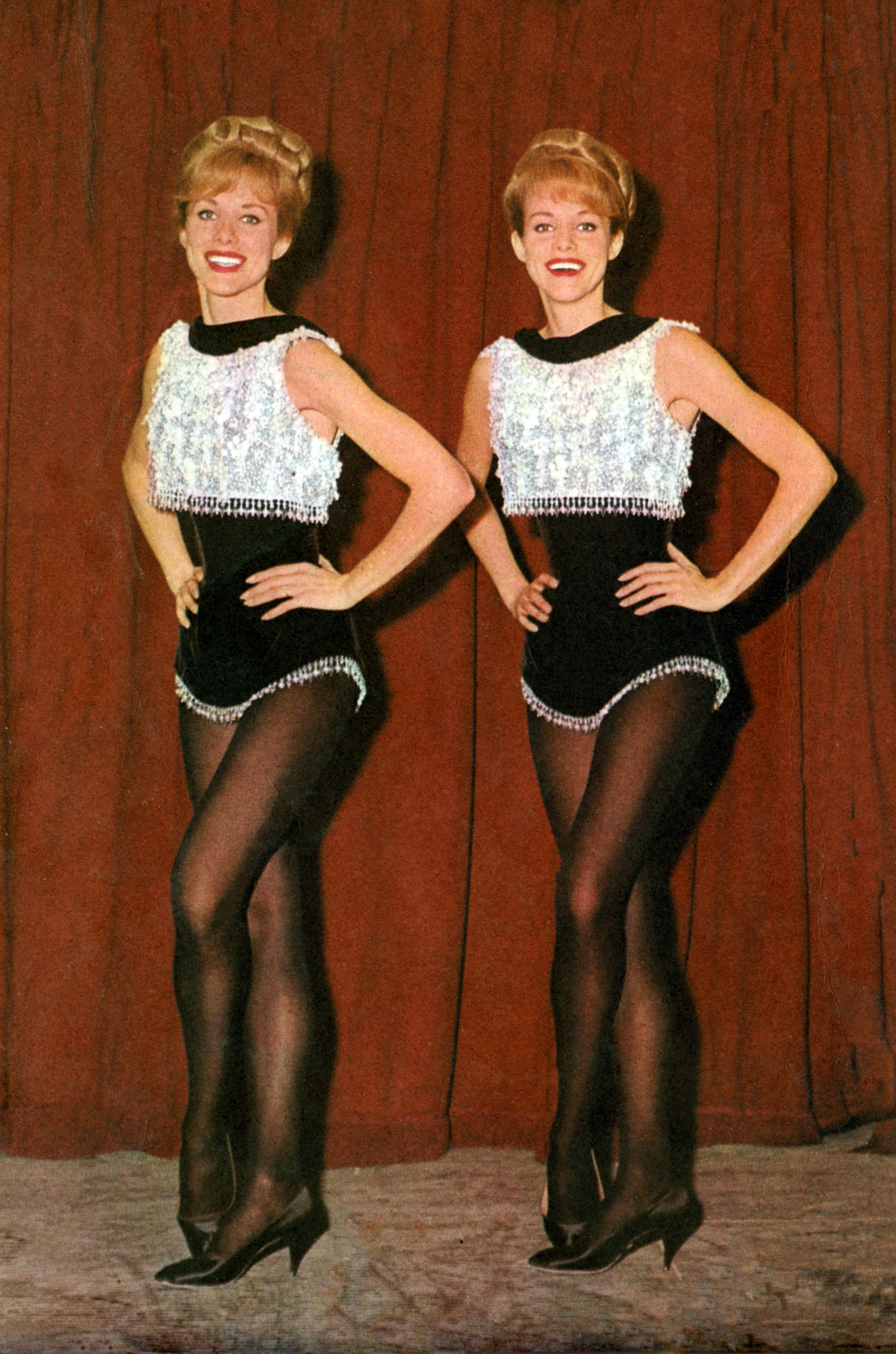
Близнецы в 1965 году

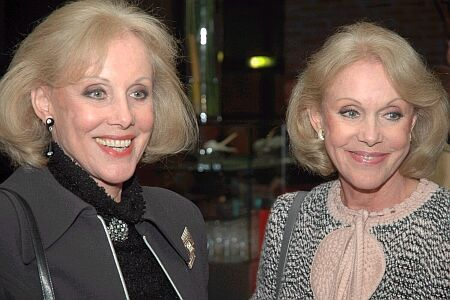
Близнецы в 2005 году

Алиса и Эллен Кесслер (нем. Alice und Ellen Kessler, род. 20 августа 1936, Нерхау, Саксония, Германия) — популярные близнецы в Европе, особенно в Германии и Италии с 1950-х годов. Представители Германии на Евровидении-1959.

## Биография
Родились 20 августа 1936 года. В возрасте 6 лет родители Пол и Эльза отдали их на балет, и они в возрасте 11 лет начали выступать в детской балетной программе Лейпцигской оперы. В 1960 году переехали в Италию. В 1986 году вернулись в Германию и в настоящее время живут в Грюнвальде. Они получили две награды от правительств Германии и Италии за продвижение немецко-итальянского сотрудничества через свою работу в шоу-бизнесе.

## Евровидение
11 марта 1959 года в Каннах они представляли Западную Германию на Евровидении с песней Heute Abend wollen wir tanzen geh’n, заняв 8-е место с 5 баллами.

## Избранная фильмография
- 1955 — Solang’ es hübsche Mädchen gibt (нем.)
- 1956 — Der Bettelstudent (нем.)
- 1957 — Der Graf von Luxemburg (нем.)
- 1957 — Die Zwillinge vom Zillertal (нем.)
- 1958 — Графиня Марица / нем. Gräfin Mariza
- 1960 — Les Magiciennes (фр.)
- 1960 — Француженка и любовь / фр. La Française et l'Amour
- 1961 — Gli invasori (ит.)
- 1962 — Der Vogelhändler (нем.
- 1962 — Содом и Гоморра / англ. Sodom and Gomorrah
- 1962 — Hochzeitsnacht im Paradies (нем.)
- 1964 — Четверг (итал. Il giovedì)
- 1964 — Die Tote von Beverly Hills (нем.)